# Agnès Raharolahy
Agnès Raharolahy (ur. 7 listopada 1992 w Alençon) – francuska lekkoatletka specjalizująca się w biegach sprinterskich.
W 2013 roku zdobyła brązowy medal na młodzieżowych mistrzostwach Europy w Tampere oraz krążek z tego samego kruszcu podczas igrzysk śródziemnomorskich.
W 2014 zdobyła złoto mistrzostw Europy w biegu rozstawnym 4 × 400 metrów, a rok później została halową mistrzynią Starego Kontynentu również w sztafecie. Reprezentantka kraju na drużynowych mistrzostwach Europy, w których zajmowała wysokie miejsca.
Rekordy życiowe w biegu na 400 metrów: stadion – 52,23 (6 czerwca 2015, Genewa); hala – 52,57 (17 lutego 2019, Miramas) i w biegu na 800 metrów: 1:59,59 (26 czerwca 2022, Caen).

## Osiągnięcia
| Rok  | Impreza                                 | Miejsce    | Konkurencja        | Lokata     | Wynik           |
| ---- | --------------------------------------- | ---------- | ------------------ | ---------- | --------------- |
| 2011 | Mistrzostwa Europy juniorów             | Tallinn    | bieg na 400 m      | eliminacje | 54,13           |
| 2011 | Mistrzostwa Europy juniorów             | Tallinn    | sztafeta 4 × 400 m | 5. miejsce | 3:37,57         |
| 2013 | Igrzyska śródziemnomorskie              | Mersin     | bieg na 400 m      | 3. miejsce | 52,90           |
| 2013 | Młodzieżowe mistrzostwa Europy          | Tampere    | bieg na 400 m      | eliminacje | 53,67           |
| 2013 | Młodzieżowe mistrzostwa Europy          | Tampere    | sztafeta 4 × 400 m | 3. miejsce | 3:30,64         |
| 2014 | IAAF World Relays                       | Nassau     | sztafeta 4 × 400 m | 4. miejsce | 3:25,84         |
| 2014 | Superliga drużynowych mistrzostw Europy | Brunszwik  | sztafeta 4 × 400 m | 3. miejsce | 3:28,35         |
| 2014 | Mistrzostwa Europy                      | Zurych     | sztafeta 4 × 400 m | 1. miejsce | 3:24,27         |
| 2015 | Halowe mistrzostwa Europy               | Praga      | sztafeta 4 × 400 m | 1. miejsce | 3:31,61         |
| 2015 | IAAF World Relays                       | Nassau     | sztafeta 4 × 400 m | 4. miejsce | 3:26,68 (elim.) |
| 2015 | Superliga drużynowych mistrzostw Europy | Czeboksary | sztafeta 4 × 400 m | 2. miejsce | 3:28,84         |
| 2015 | Mistrzostwa świata                      | Pekin      | sztafeta 4 × 400 m | 7. miejsce | 3:26,45         |
| 2017 | Halowe mistrzostwa Europy               | Belgrad    | bieg na 400 m      | półfinał   | 53,57           |
| 2017 | Halowe mistrzostwa Europy               | Belgrad    | sztafeta 4 × 400 m | 5. miejsce | 3:33,61         |
| 2017 | IAAF World Relays                       | Nassau     | sztafeta 4 × 400 m | 8. miejsce | 3:35,03         |
| 2017 | Superliga drużynowych mistrzostw Europy | Lille      | sztafeta 4 × 400 m | 5. miejsce | 3:29,09         |
| 2017 | Mistrzostwa świata                      | Londyn     | sztafeta 4 × 400 m | 4. miejsce | 3:26,56         |
| 2018 | Igrzyska śródziemnomorskie              | Tarragona  | sztafeta 4 × 400 m | 2. miejsce | 3:29,76         |
| 2018 | Mistrzostwa Europy                      | Berlin     | sztafeta 4 × 400 m | 2. miejsce | 3:27,17         |
| 2019 | Halowe mistrzostwa Europy               | Glasgow    | bieg na 400 m      | półfinał   | 53,43           |
| 2019 | Halowe mistrzostwa Europy               | Glasgow    | sztafeta 4 × 400 m | 4. miejsce | 3:32,12         |
| 2019 | IAAF World Relays                       | Jokohama   | sztafeta 4 × 400 m | 8. miejsce | 3:36,28 (elim.) |
| 2019 | Superliga drużynowych mistrzostw Europy | Bydgoszcz  | sztafeta 4 × 400 m | 6. miejsce | 3:31,73         |
| 2019 | Mistrzostwa świata                      | Doha       | sztafeta 4 × 400 m | eliminacje | 3:29,66         |
| 2019 | Mistrzostwa świata                      | Doha       | sztafeta mieszana  | eliminacje | 3:17,17         |
| 2022 | Mistrzostwa Europy                      | Monachium  | bieg na 800 m      | eliminacje | 2:07,02         |
| 2023 | Halowe mistrzostwa Europy               | Stambuł    | bieg na 800 m      | 3. miejsce | 2:00,85         |
| 2023 | Mistrzostwa świata                      | Budapeszt  | bieg na 800 m      | eliminacje | 2:01,93         |